# SAISONS
『SAISONS』（セゾン）は、1980年12月21日にリリースされた岩崎良美の2枚目のアルバム。発売元はキャニオンレコード。

## 概要
帯コピー：きらり! 感傷期。岩崎良美の魅力がここに集結
ジャケット撮影は篠山紀信。LPは特典ポスター付き。
3枚目のシングル「あなた色のマノン」を収録。4枚目のシングル「I THINK SO」と同日発売であるが、本作に同曲は収録されていない。特に明記されていないが、A面3曲目の「クライマックス」はアルバムバージョンで収録されている。最後に収められた「You Love Me, I Love You」はコンサート向けに作られた曲である。
『岩崎良美 debut 30th Anniversary CD-BOX』および2021年3月に再発売された『80-84 ぼくらのベスト 岩崎良美 CD-BOX』ではDISC-2に収録された。『岩崎良美 debut 30th Anniversary CD-BOX』には、岩崎のコメントと「あなた色のマノン」のニュー・バージョンがボーナストラックとして追加された全12曲が収録され、『80-84 ぼくらのベスト 岩崎良美 CD-BOX』は「あなた色のマノン」のニュー・バージョンのみが追加された全11曲収録となっている。

## 収録曲

### LP
| #         | タイトル             | 作詞       | 作曲       | 編曲      | 時間  |
| --------- | -------------------- | ---------- | ---------- | --------- | ----- |
| 1.        | 「Waiting For You」  | 岡田富美子 | 梅垣達志   | 船山基紀  | 4:45  |
| 2.        | 「小雨模様」         | 来生えつこ | 芳野藤丸   | 船山基紀  | 3:31  |
| 3.        | 「クライマックス」   | なかにし礼 | 小田裕一郎 | 大谷和夫  | 4:09  |
| 4.        | 「愛情物語」         | なかにし礼 | 坂田晃一   | 船山基紀  | 4:08  |
| 5.        | 「あなた色のマノン」 | なかにし礼 | 芳野藤丸   | 大谷和夫  | 3:38  |
| 合計時間: | 合計時間:            | 合計時間:  | 合計時間:  | 合計時間: | 20:11 |

| #         | タイトル                    | 作詞       | 作曲      | 編曲      | 時間  |
| --------- | --------------------------- | ---------- | --------- | --------- | ----- |
| 1.        | 「ためらい」                | 網倉一也   | 網倉一也  | 大谷和夫  | 3:43  |
| 2.        | 「揺れて純愛」              | なかにし礼 | 木森敏之  | 船山基紀  | 4:11  |
| 3.        | 「春一番を待ちわびて」      | 水谷啓二   | 木森敏之  | 大村雅朗  | 3:31  |
| 4.        | 「田園交響楽」              | なかにし礼 | 梅垣達志  | 大谷和夫  | 3:18  |
| 5.        | 「You Love Me, I Love You」 | 東海林良   | 芳野藤丸  | 大谷和夫  | 4:54  |
| 合計時間: | 合計時間:                   | 合計時間:  | 合計時間: | 合計時間: | 19:37 |

| #         | タイトル                    | 作詞       | 作曲       | 編曲      | 時間  |
| --------- | --------------------------- | ---------- | ---------- | --------- | ----- |
| 1.        | 「Waiting For You」         | 岡田富美子 | 梅垣達志   | 船山基紀  | 4:45  |
| 2.        | 「小雨模様」                | 来生えつこ | 芳野藤丸   | 船山基紀  | 3:31  |
| 3.        | 「クライマックス」          | なかにし礼 | 小田裕一郎 | 大谷和夫  | 4:09  |
| 4.        | 「愛情物語」                | なかにし礼 | 坂田晃一   | 船山基紀  | 4:08  |
| 5.        | 「あなた色のマノン」        | なかにし礼 | 芳野藤丸   | 大谷和夫  | 3:38  |
| 6.        | 「ためらい」                | 網倉一也   | 網倉一也   | 大谷和夫  | 3:43  |
| 7.        | 「揺れて純愛」              | なかにし礼 | 木森敏之   | 船山基紀  | 4:11  |
| 8.        | 「春一番を待ちわびて」      | 水谷啓二   | 木森敏之   | 大村雅朗  | 3:31  |
| 9.        | 「田園交響楽」              | なかにし礼 | 梅垣達志   | 大谷和夫  | 3:18  |
| 10.       | 「You Love Me, I Love You」 | 東海林良   | 芳野藤丸   | 大谷和夫  | 4:54  |
| 合計時間: | 合計時間:                   | 合計時間:  | 合計時間:  | 合計時間: | 39:48 |

#### 80-84 ぼくらのベスト 岩崎良美 CD-BOX PLUS
1. あなた色のマノン（New Version）

#### 岩崎良美 debut 30th Anniversary CD-BOX +plus
1. コメント（SAISONS）
2. あなた色のマノン（New Version）

## 参加ミュージシャン
- LPのライナーノートより[2]

| Waiting For You - Keyboards, Synthesizer：大谷和夫 - Bass：長岡道夫 - Drums：菊地丈夫 - E.Guitar, F.Guitar：芳野藤丸 - Latin：中島御 - Strings：多グループ - Chorus：梅垣達志、シト 小雨模様 - Keyboards, Synthesizer：大谷和夫 - Bass：長岡道夫 - Drums：菊地丈夫 - E.Guitar, F.Guitar：芳野藤丸 - Latin：中島御 - Strings：多グループ クライマックス - Keyboards：大谷和夫 - Bass：長岡道夫 - Drums：山木秀夫 - E.Guitar, F.Guitar：芳野藤丸 - Latin：中島御 - Strings：多グループ 愛情物語 - Keyboards, Synthesizer：田代真紀子 - Bass：長岡道夫 - Drums：菊地丈夫 - E.Guitar：芳野藤丸 - F.Guitar：吉川忠英 - Latin：斉藤ノブ - Strings：多グループ あなた色のマノン - Keyboards：大谷和夫 - Bass：長岡道夫 - Drums：山木秀夫 - E.Guitar：芳野藤丸 - Latin：中島御 - Strings：多グループ | ためらい - Keyboards：大谷和夫 - Bass：長岡道夫 - Drums：市原康 - E.Guitar：芳野藤丸 - F.Guitar：笛吹利明 - Latin：中島御 揺れて純愛 - Keyboards, Synthesizer：田代真紀子 - Bass：長岡道夫 - Drums：菊地丈夫 - E.Guitar：芳野藤丸 - F.Guitar：吉川忠英 - Latin：斉藤ノブ - Strings：多グループ 春一番を待ちわびて - Keyboards：羽田健太郎 - Bass：長岡道夫 - Drums：島村英二 - E.Guitar, F.Guitar：芳野藤丸 - Latin：斉藤ノブ - Strings：多グループ 田園交響楽 - Keyboards：大谷和夫 - Bass：長岡道夫 - Drums：山木秀夫 - E.Guitar：芳野藤丸 - Latin：斉藤ノブ - Strings：多グループ You Love Me, I Love You - Keyboards, Synthesizer：大谷和夫 - Bass：長岡道夫 - Drums：市原康 - E.Guitar：土方隆行 - F.Guitar：笛吹利明 - Latin：中島御 - Chorus：EVE |

## 関連作品
- 岩崎良美 CD-BOX 80-87 ぼくらのベスト（2002年7月17日）-「Waiting For You」「ためらい」「You Love Me,I Love You」収録
- 岩崎良美 CD-BOX 80-84 ぼくらのベスト2（2004年1月7日）- 初の全曲CD化
- 岩崎良美 debut 30th Anniversary CD-BOX（2010年2月17日）- HQCD・紙ジャケット仕様で復刻

## 参考資料
- 岩崎良美『SAISONS』（ライナーノーツ）キャニオン・レコード、1980年12月21日。C28A0132。